# 생사투 (1974년 영화)
"생사투"(生死鬪, Life Gamble)는 한국에서 제작된 장일호 감독의 1974년 영화이다. 남궁훈 등이 주연으로 출연하였고 신태선 등이 제작에 참여하였다.

## 출연

### 주연
- 남궁훈
- 원상
- 김기수